# 羅老宇宙センター
座標: 北緯34度25分55秒 東経127度32分06秒 / 北緯34.431867度 東経127.535069度

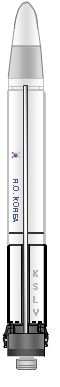
KSLV-I中型ロケット

羅老宇宙センター（ナロうちゅうセンター）は、大韓民国の全羅南道高興郡にあるロケットの射場である。

## 概要
羅老宇宙センターは、韓国初のロケット打ち上げ施設であり、2000年からロシアからの技術協力を受けて現代重工業が施工し、韓国航空宇宙研究院(KARI)の施設に建設された。総事業費は3,125億ウォン。韓国西南方の全羅南道に所在する外羅老島に位置し、面積は約4.9平方キロメートル。海岸線の崖を切り開いて建設されたコンパクトな打ち上げ施設である。
当初は2008年9月に第一期工程が完工し、同年12月にロシアの技術供与により開発された羅老ロケットでSTSAT-2Aが打ち上げられる予定であったが、韓国・ロシア宇宙技術保護協定（TSA）でロケットの第一段の技術供与が行われなくなったため、打ち上げの目処が立たない状態となっていた。
その後、2009年6月11日に竣工式が行なわれ、羅老の初打ち上げが同年7月30日に予定されていたが、たび重なる延期が重なり、最終的に8月25日にSTSAT-2Aを搭載した羅老1号機が打ち上げられた。しかしフェアリングの片方が分離せず衛星の軌道投入に失敗した。2010年6月10日にSTSAT-2Bを搭載した羅老2号機を打ち上げたが、離陸137秒後に通信が途絶、爆発・墜落し打ち上げは再び失敗に終わった。この打ち上げの前日の6月9日には、宇宙センターのロケット発射台の消化施設のトラブルで打ち上げが延期されていた。2013年1月30日にSTSAT-2C搭載した羅老3号機を打ち上げ、衛星の軌道投入に成功した。
2015年まで第二期工程を完了し、KSLV-2で1トン級の人工衛星を発射できる規模の施設に拡張される計画であり、次の打ち上げはKSLV-2の試験ロケットの発射が行われる2018年、本格的にロケットの打ち上げが再開されるのが、KSLV-2が完成する2021年以降になる予定である。

## 主な施設
- 宇宙発射体発射台（射場）
- 発射統制センター
- レーダー及びテレメーターセンター
- 発射体組立ち施設
- 固体モーター実験施設
- 衛星実験施設
- 宇宙体験館
- プレスセンター

## 所在地
- 羅老宇宙センター
  - 大韓民国全羅南道高興郡蓬莱面曳内里（外羅老島）
    - 北緯34度25分54.72秒 東経127度32分6.25秒 / 北緯34.4318667度 東経127.5350694度
- 済州追跡所
  - 大韓民国済州道西帰浦市表善面下川里
- 韓国航空宇宙研究院
  - 大韓民国大田広域市儒城区魚隠洞